# Samsung Galaxy A33 5G
Samsung Galaxy A33 5G — смартфон середнього рівня, розроблений Samsung Electronics, що входить до серії Galaxy A. Був представлений 17 березня 2022 року разом з Samsung Galaxy A53 5G та Samsung Galaxy A73 5G.

## Дизайн
Екран виконаний зі скла Corning Gorilla Glass 5. Задня панель та бокова частина виготовлені з матового пластику.
Ззаду смартфон подібний до Samsung Galaxy A53 5G та Samsung Galaxy A73 5G. В смартфоні, на відміну від Samsung Galaxy A32, відсутній 3.5 мм аудіороз'єм. Також Galaxy A33 має захист від вологи та пилу по стандарту IP67.
Знизу знаходяться роз'єм USB-C, динамік та мікрофон. Зверху розташований другий мікрофон та залежно від версії слот під 1 SIM-картку і карту пам'яті формату microSD до 1 ТБ або гібридний слот під 2 SIM-картки або 1 SIM-картку і карту пам'яті формату microSD до 1 ТБ. З правого боку розміщені кнопки регулювання гучності та кнопка блокування смартфона.
Смартфон продається в 4 кольорах: чорному (Awesome Black), білому (Awesome White), блакитному (Awesome Blue) та помаранчевому (Awesome Peach).

## Технічні характеристики

### Апаратне забезпечення

#### Платформа
Пристрій отримав процесор Samsung Exynos 1280 та графічний процесор Mali-G68.

#### Акумулятор
Акумуляторна батарея отримала об'єм 5000 мА·год та підтримку швидкої зарядки на 25 Вт

#### Камера
Смартфон отримав основну квадрокамеру 48 Мп, f/1.8 (ширококутний) з фазовим автофокусом та Оптичною стабілізацією зображення + 8 Мп, f/2.2 (надширококутний) + 5 Мп, f/2.4 (макро) + 2 Мп, f/2.4 (сенсор глибини) та здатністю запису відео в роздільній здатності 4K@30fps. Фронтальна камера отримала роздільність 13 Мп, діафрагму f/2.2 (ширококутний) та здатність запису відео в роздільній здатності 1080p@30fps.

#### Екран
Екран Super AMOLED, 6,4", Full HD+ (2400 × 1080) зі щільністю пікселів 407 ppi, співвідношенням сторін 20:9, частотою оновлення екрану 90 Гц та Infinity-U (краплеподібний виріз) під фронтальну камеру. Також в екран вмонтований сканер відбитку пальця.

### Звук
Смартфон отримав стереодинаміки, де роль другого динаміка виконує розмовний динамік. Також присутня підтримка Dolby Atmos.

#### Пам'ять
Смартфон продавався в комплектаціях 4/128, 6/128, 8/128 та 8/256 ГБ. В Україні смартфон офіційно був доступний у комплектації 6/128 ГБ.

### Програмне забезпечення
Смартфони був випущений на One UI 4.1 на базі Android 12 та був оновлений до One UI 6.1 на базі Android 14.